# Вий (фильм, 1967)
«Вий» — советский художественный фильм ужасов, снятый на киностудии «Мосфильм» в 1967 году по одноимённой повести Н. В. Гоголя. Один из лидеров советского кинопроката 1968 года (32,6 млн зрителей). Премьера фильма состоялась 27 ноября 1967 года.

## Сюжет
Бурсаков отпускают на каникулы, трое из них ночью сбиваются с дороги, среди них Хома Брут. Путники наталкиваются на хутор, где остаются на ночлег у старой женщины. Она оказывается ведьмой и, оседлав Хому, летает на нём по воздуху. Хоме удаётся вырваться и забить ведьму до полусмерти, при этом старуха превращается в девушку. Испугавшись наказания, Хома убегает обратно в бурсу. Там ректор сообщает ему, что умирает панночка — дочь известного сотника, владельца хутора в 50 верстах от Киева, и она желает, чтобы именно Хома читал над ней отходную. Хома вынужден ехать, по дороге пытаясь сбежать от сопровождающих его людей сотника.
Когда Хома приезжает на хутор, панночка умирает. Сотник вопрошает у Хомы, как тот познакомился с его дочерью, но не получает ответа. Увидев в горнице покойницу, Хома убеждается, что это та самая ведьма. Сотник просит отпеть покойницу, три ночи читая в церкви Псалтырь над дочерью, за что обещает щедрое вознаграждение. Хома неохотно соглашается.
В первую же ночь, когда Хома остаётся в церкви один с покойной, начинаются странные события: на лице панночки появляется кровавая слеза, свечи сами гаснут. Уверив себя, что это случайности, Хома начинает читать Псалтырь. Неожиданно панночка встаёт из гроба и начинает искать Хому, но он защищается от неё, начертив мелом на полу магический круг. Ведьма не может увидеть и пройти сквозь него, а с первым утренним криком петуха возвращается в гроб.
Местные жители подозревают, что умершая была ведьмой и спрашивают Хому, видел ли он что-то странное. Хома не осмеливается им ответить, а для себя решает ничего не бояться и продолжить отпевание. Напившись, на вторую ночь он сразу чертит магический круг, но ведьма теперь начинает летать по церкви в гробу, пытаясь пробить им круг. Обозлённая неудачами панночка заколдовывает Хому, в результате чего тот седеет и слепнет. Хома с трудом дожидается первого утреннего крика петуха.
Находясь в шоковом состоянии, Хома требует музыкантов и танцует, чем только радует крестьян, которые замечают, что философ сильно поседел. Придя в себя, он приходит к пану сотнику и заявляет, что не будет больше читать Псалтырь. Тот грозится высечь бурсака кожаными канчуками. Тогда Хома убегает, но местные силой возвращают его обратно и запирают в церкви.
На третью ночь панночка призывает на помощь всю нечистую силу — упырей, вурдалаков, однако Хома чувствует себя в кругу в безопасности. Тогда она приказывает привести Вия, единственного из нечистой силы, способного видеть сквозь круг. Вию поднимают веки, он указывает пальцем на Хому и нечистая сила набрасывается на несчастного. С криком петуха нечисть прячется, Хому находят мёртвым, а ведьма превращается обратно в старуху.
Через некоторое время в бурсе бурсаки обсуждают эти события. Один из них говорит другому, почему умер Хома — потому что испугался. Его товарищ, однако, не верит, что всё это было на самом деле.

## История
Идея экранизации «Вия» принадлежала директору «Мосфильма» Ивану Пырьеву. Лишь по причине острой нехватки времени он предложил снять картину двум учащимся Высших режиссёрских курсов Союза кинематографистов СССР. Руководитель курсов Леонид Трауберг выдвинул кандидатуры Константина Ершова и Георгия Кропачёва.

### Подбор актёров

Панночка, кадр из фильма

На роль Панночки сначала была утверждена Александра Завьялова (пробовались также Ёла Санько, Светлана Коркошко и Жанна Болотова). Но в процессе съёмок, по настоянию Пырьева, Завьялова была снята с роли, и её заменила Наталья Варлей. По другой версии, будущий муж Завьяловой, режиссёр Резо Эсадзе, потребовал, чтобы она отказалась от роли.
Для эпизодов с нечистью приглашали артистов цирка и спортсменов, в их числе был Борис Веселов. Исполнить Вия поручили артисту цирка, силовому акробату Сергею Степанову. Для контраста в массовку включили нескольких карликов. Маски нечисти созданы Саррой Мокиль.

### Съёмки

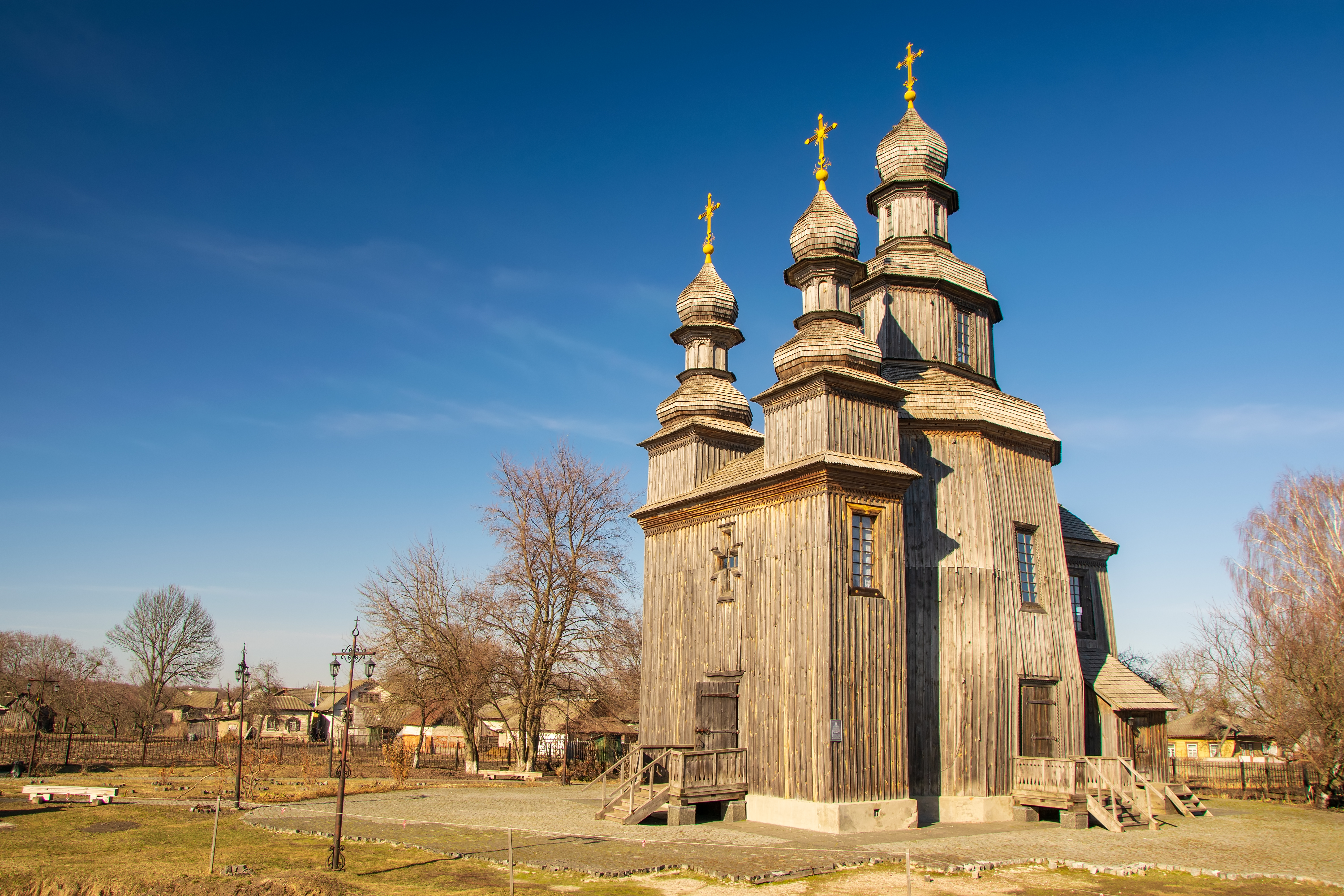
Церковь святого Георгия в посёлке Седнев

Съёмки проходили в трёх православных храмах Украины: в деревянной церкви Пресвятой Богородицы села Горохолин Лес Ивано-Франковской области (сгорела дотла 20 февраля 2006 года, по официальной версии, в результате нарушения правил монтажа и эксплуатации электросети), в деревянной казацкой церкви святого Георгия (Святого Юра) (1745) посёлка Седнев Черниговской области, выстроенной без единого гвоздя, и в Елецком монастыре Чернигова.
Отснятый на натуре материал разочаровал руководство «Мосфильма», оказавшись «слишком реалистическим». К работе было решено привлечь известного киносказочника Александра Птушко. В результате много материала, отснятого Ершовым и Кропачёвым, не было использовано, ряд идей так и остался невоплощённым. Изменён был и облик Вия (по замыслу Кропачёва и Ершова Вий должен был быть похож на сотника). Ряд сцен был переосмыслен и переснят заново. Птушко создал костюм Вия, разработал его дизайн, сконструировал механику для пальцев.

## В ролях
| Актёр              | Роль                                               |
| ------------------ | -------------------------------------------------- |
| Леонид Куравлёв    | бурсак, философ Хома Брут                          |
| Наталья Варлей     | панночка, дочь сотника (озвучивает Клара Румянова) |
| Алексей Глазырин   | сотник                                             |
| Николай Кутузов    | ведьма                                             |
| Вадим Захарченко   | бурсак, богослов Халява                            |
| Пётр Вескляров     | ректор бурсы / Дорош                               |
| Владимир Сальников | бурсак, ритор Тиберий Горобець                     |
| Дмитрий Капка      | Оверко                                             |
| Степан Шкурат      | Явтух                                              |
| Григорий Сочевко   | Степан                                             |
| Николай Яковченко  | Спирид                                             |
| Николай Панасьев   | утешитель                                          |

Не указаны в титрах
| Актёр               | Роль                      |
| ------------------- | ------------------------- |
| Борислав Брондуков  | бурсак                    |
| Любовь Калюжная     | селянка                   |
| Александра Денисова | селянка                   |
| Виктор Колпаков     | селянин                   |
| Сергей Степанов     | Вий                       |
| Борис Веселов       | двуносый упырь            |
| Александр Лебедев   | бурсак, который доит козу |
| Михаил Крамар       | бурсак                    |
| Дмитрий Орловский   | селянин                   |
| Сергей Ваняшкин     | дудочник                  |

## Над фильмом работали
| Сценарий                                                | Александр Птушко, Константин Ершов, Георгий Кропачёв            |
| Режиссёры                                               | Константин Ершов, Георгий Кропачёв                              |
| Операторы                                               | Фёдор Проворов, Виктор Пищальников                              |
| Художник                                                | Николай Маркин                                                  |
| Композитор                                              | Карэн Хачатурян                                                 |
| Звукооператоры                                          | Евгений Кашкевич, Ирина Стулова                                 |
| Художественный руководитель и постановщик трюковых сцен | Александр Птушко                                                |
| Монтаж                                                  | Тамара Зубова, Регина Песецкая                                  |
| Художник по костюмам                                    | Роза Сатуновская                                                |
| Художники-гримёры                                       | Б. Егоров, З. Егорова                                           |
| Маски                                                   | Сарра Мокиль                                                    |
| Комбинированные съёмки                                  | оператор: Борис Травкин художники: Николай Звонарёв, В. Смирнов |
| Директор картины                                        | Виталий Кривонощенко                                            |

### Комментарии
1. ↑  По воспоминаниям участника съёмок Бориса Веселова, Вия исполнял «артист цирка, акробат Степанов»[3], имя он не называет. Речь, по всей видимости, о художественном руководителе и основателе циркового коллектива «Акробатический квинтет Степановых» — атлете-тяжеловесе Сергее Степанове (нижний на фото[4]), — как раз на 1960-е годы приходится расцвет его коллектива[5].
Другой артист цирка Степанов к моменту съёмок уже более двух десятков лет не выступал на манеже, перейдя на тренерско-режиссёрскую работу[6].
2. ↑  Фамилии актёров приводятся по Аннотированному каталогу фильмов 1966—1967 годов (1995)[1], а также из русскоязычных порталов о кино.